# Серер (мова)
Сере́р (серер-сінен) — мова з групи Західноатлантичних мов. Поширена в західній Африці, в Сенегалі та Гамбії.
Кількість представників народу серер, що розмовляють мовою — 1 млн осіб (1983).

## Писемність
Мова серер для свого запису використовує латинську абетку. Існує також офіційно затверджена арабська версія алфавіту.

### Латинське письмо[3][4]
| Букви латинської абетки для мови серер | Букви латинської абетки для мови серер | Букви латинської абетки для мови серер | Букви латинської абетки для мови серер | Букви латинської абетки для мови серер | Букви латинської абетки для мови серер | Букви латинської абетки для мови серер | Букви латинської абетки для мови серер | Букви латинської абетки для мови серер | Букви латинської абетки для мови серер | Букви латинської абетки для мови серер | Букви латинської абетки для мови серер | Букви латинської абетки для мови серер | Букви латинської абетки для мови серер | Букви латинської абетки для мови серер | Букви латинської абетки для мови серер | Букви латинської абетки для мови серер | Букви латинської абетки для мови серер | Букви латинської абетки для мови серер | Букви латинської абетки для мови серер | Букви латинської абетки для мови серер | Букви латинської абетки для мови серер | Букви латинської абетки для мови серер | Букви латинської абетки для мови серер | Букви латинської абетки для мови серер | Букви латинської абетки для мови серер | Букви латинської абетки для мови серер | Букви латинської абетки для мови серер | Букви латинської абетки для мови серер | Букви латинської абетки для мови серер | Букви латинської абетки для мови серер | Букви латинської абетки для мови серер | Букви латинської абетки для мови серер |
| -------------------------------------- | -------------------------------------- | -------------------------------------- | -------------------------------------- | -------------------------------------- | -------------------------------------- | -------------------------------------- | -------------------------------------- | -------------------------------------- | -------------------------------------- | -------------------------------------- | -------------------------------------- | -------------------------------------- | -------------------------------------- | -------------------------------------- | -------------------------------------- | -------------------------------------- | -------------------------------------- | -------------------------------------- | -------------------------------------- | -------------------------------------- | -------------------------------------- | -------------------------------------- | -------------------------------------- | -------------------------------------- | -------------------------------------- | -------------------------------------- | -------------------------------------- | -------------------------------------- | -------------------------------------- | -------------------------------------- | -------------------------------------- | -------------------------------------- |
| A                                      | B                                      | Ɓ                                      | C                                      | Ƈ                                      | D                                      | Ɗ                                      | E                                      | F                                      | G                                      | H                                      | I                                      | J                                      | K                                      | L                                      | M                                      | N                                      | Ñ                                      | Ŋ                                      | O                                      | P                                      | Ƥ                                      | Q                                      | R                                      | S                                      | T                                      | Ƭ                                      | U                                      | W                                      | X                                      | Y                                      | Ƴ                                      | ʼ                                      |
| a                                      | b                                      | ɓ                                      | c                                      | ƈ                                      | d                                      | ɗ                                      | e                                      | f                                      | g                                      | h                                      | i                                      | j                                      | k                                      | l                                      | m                                      | n                                      | ñ                                      | ŋ                                      | o                                      | p                                      | ƥ                                      | q                                      | r                                      | s                                      | t                                      | ƭ                                      | u                                      | w                                      | x                                      | y                                      | ƴ                                      | ʼ                                      |
| Транскрипція МФА                       |                                        |                                        |                                        |                                        |                                        |                                        |                                        |                                        |                                        |                                        |                                        |                                        |                                        |                                        |                                        |                                        |                                        |                                        |                                        |                                        |                                        |                                        |                                        |                                        |                                        |                                        |                                        |                                        |                                        |                                        |                                        |                                        |
| /a/                                    | /b/                                    | /ɓ/                                    | /c/                                    | /ƈ/ /ʄ̊/                                | /d/                                    | /ɗ/                                    | /e/                                    | /f/                                    | /ɡ/                                    | /h/                                    | /i/                                    | /ɟ/                                    | /k/                                    | /l/                                    | /m/                                    | /n/                                    | /ɲ/                                    | /ŋ/                                    | /o/                                    | /p/                                    | /ƥ/ /ɓ̥/                                | /q/                                    | /r/                                    | /s/                                    | /t/                                    | /ƭ/ /ɗ̥/                                | /u/                                    | /w/                                    | /χ/                                    | /j/                                    | /ʄ/                                    | /ʔ/                                    |

- Довгі голосні позначаються подвоєнням букв для відповідних голосних: aa [a:], ee [e:], ii [i:], oo [o:], uu [u:].
- Преназалізовані приголосні позначаються на письмі шляхом написання перед потрібною буквою для приголосного букв m або n: mb [ᵐb], nd [ⁿd], nj [ᶮɟ], ng [ᵑg], nq [ᶰɢ].

### Арабське письмо
Арабська абетка для мов Сенегалу (волоф, серер, пулар, мандінка, сонінке, балант, діола) була стандартизована впродовж 1986—1990 років Міністерством освіти Сенегалу відділом розвитку національних мов (Directíon de la Promotion des Langues Nationales (DPLN)). Арабська абетка для мови серер повністю дублює латинську азбуку.
| Арабське       | МФА      |
| -------------- | -------- |
| َ◌              | [a]      |
| ِ◌              | [i]      |
| ࣷ◌ (зображення) | [o]      |
| ُ◌              | [u]      |
| ࣹ◌ (зображення) | [e]      |
| ب‎              | [b]      |
| ݒ‎              | [p]      |
| ࢠ‎              | [ɓ]      |
| ݕ‎              | [ƥ], [ɓ̥] |
| ت‎              | [t]      |

| Арабське | МФА      |
| -------- | -------- |
| ݖ‎        | [c]      |
| ج‎        | [ɟ]      |
| ڃ‎        | [ʄ]      |
| ࢢ‎        | [ƈ], [ʄ̊] |
| خ‎        | [χ]      |
| د‎        | [d]      |
| ر‎        | [r]      |
| س‎        | [s]      |
| ط‎        | [ɗ]      |
| ࢣ‎        | [ƭ], [ɗ̥] |
| ‎ݝ‎‎        | [ŋ]      |

| Арабське | МФА |
| -------- | --- |
| ف‎        | [f] |
| ق‎        | [q] |
| ک‎        | [k] |
| گ‎        | [ɡ] |
| ل‎        | [l] |
| م‎        | [m] |
| ن‎        | [n] |
| ݧ‎‎        | [ɲ] |
| ‎ه‎        | [h] |
| و‎        | [w] |
| ي‎        | [j] |

- Буква ا‎ використовується для передачі голосних на початку слова як носій залежних знаків для голосних.